# Khất Phục Quốc Nhân
Khất Phục Quốc Nhân (giản thể: 乞伏国仁; phồn thể: 乞伏國仁; bính âm: Qǐfú Quórén) (?-388), là người sáng lập nên nước Tây Tần thời Ngũ Hồ thập lục quốc trong lịch sử Trung Quốc.

## Thân thế
Cha của Khất Phục Quốc Nhân là Khất Phục Tư Bàn (乞伏司繁), một tộc trưởng Tiên Ti ở khu vực này là nam bộ/tây nam bộ Cam Túc. Sau khi bị tướng Vương Thống (王統) của Tiền Tần đánh bại, Khất Phục Tư Bàn đã đầu hàng vào năm 371 và được cho phép tiếp tục lãnh đạo bộ lạc của mình với vị thế là một chư hầu của Tiền Tần, có tước hiệu "Nam thiền vu". Năm 376, Khất Phục Tư Bàn qua đời và Khất Phục Quốc Nhân lên kế vị cha.

## Sự nghiệp
Khi hoàng đế Phù Kiên của Tiền Tần tìm cách chinh phục Đông Tấn để thống nhất Trung Hoa vào năm 383, Khất Phục Quốc Nhân ban đầu là một tướng quân trong đội quân chinh phục, song vào lúc đó, chú của Khất Phục Quốc Nhân là Khất Phục Bộ Đồi (乞伏步頹) đã nổi loạn, và Phù Kiên đã cử Khất Phục Quốc Nhân đi đánh dẹp cuộc nổi loạn của thúc phụ mình. Tuy nhiên, Khất Phục Quốc Nhân lại hội quân cùng Khất Phục Bộ Đồi, và Khất Phục Quốc Nhân đã tuyên bố rằng Tiền Tần đã khiến người dân của ông kiệt sức và ông đã lập nên một nhà nước độc lập mới, mặc dù vào thời điểm đó ông vẫn chưa có bất kỳ tước hiệu đế vương nào và cũng chưa tuyên bố niên hiệu mới.
Năm 385, sau khi hay tin về việc Phù Kiên chết trong tay một tướng nổi loạn khác là Diêu Trường (người lập nước Hậu Tần), Khất Phục Quốc Nhân đã xưng làm "Thiền vu" và cải niên hiệu, tuyên bố đoạn tuyệt thực tế với Tiền Tần, và ngày này thường được coi là ngày thành lập nước Tây Tần. Ông chia lãnh địa của mình ra làm 12 quận, và định đô tại Dũng Sĩ thành (勇士城, nay thuộc Lan Châu, Cam Túc). Trong hai năm sau đó, ông dần thu hút người Tiên Ti và các sắc tộc khác vào tầm kiểm soát của nhà nước do mình lập ra.
Tuy nhiên, năm 387, trái với lập trường chống lại Tiền Tần trước đó, Khất Phục Quốc Nhân đã chấp thuận tước hiệu Uyển Xuyên vương (苑川王) do hoàng đế Phù Đăng của Tiền Tần ban cho và trên danh nghĩa lại trở thành một chư hầu của Tiền Tần, mặc dù vậy, ông không sử dụng niên hiệu của Tiền Tần.
Vào mùa hè năm 388, Khất Phục Quốc Nhân qua đời. Con trai ông là Khất Phục Công Phủ (乞伏公府) khi đó vẫn còn quá nhỏ tuổi, và các cận thận đã ủng hộ em trai ông là Khất Phục Càn Quy lên ngôi kế vị ông.